# Anne-Sophie Birot
Pour les articles homonymes, voir Birot.
Anne-Sophie Birot est une scénariste et réalisatrice française.

## Biographie
Diplômée de l'Institut d'études politiques de Grenoble et de la Fémis, département Scénario, Anne-Sophie Birot est autrice et réalisatrice de fiction - Une vague idée de la mer, primé au Festival de Clermont-Ferrand, Les filles ne savent pas nager, co-écrit avec Christophe Honoré - et de plusieurs documentaires, courts et longs-métrages.

## Filmographie
Sauf indication contraire, les informations mentionnées dans cette section peuvent être confirmées par les bases de données cinématographiques  présentes dans la section « Liens externes ».

## Réalisatrice-scénariste

### Films de fiction
- 1997 : Une vague idée de la mer, 32', produit par Les Films du kiosque
- 2000 : Les filles ne savent pas nager, long-métrage 1h41, co-écrit par Christophe Honoré, Sépia Production

### Films documentaires
- 1997 : Moteur, Action, Indiscrétions, making of du film Au cœur du mensonge de Claude Chabrol, production MK2 TV
- 2004 : Les Violeurs d'aurore, 85', production et diffusion France 2
- 2006 : Le Bagage des reines, 90', production La Société des Possibles
- 2008 : Vanessa ou Bienvenue chez Vanessa, 32', collection « Visages d'Europe - Tous Européens ! », production Les Films d'ici / Arte
- 2009 : La Route avec elles, 83', production La Société des Possibles / Fondation pour la mémoire de la déportation
- 2010 : La Relève, 52', en co-réalisation avec Emmanuelle Bidou, production Agat Films / Ciné Plus, TVM
- 2023 : De rêves et de parpaings, long-métrage 93', en co-réalisation avec Laëtitia Douanne, production Les Filmeuses

### Scénariste seulement
- 1995 : La Lettre de Nabil, 22', de Sheila Barakat
- 1997 : Trois jeans dans la nuit, 27', de Camille Caporal

## Distinctions
Sauf indication contraire, les informations mentionnées dans cette section peuvent être confirmées par les bases de données cinématographiques  présentes dans la section « Liens externes ».
- Festival du court métrage de Clermont-Ferrand 1997 : meilleur jeune réalisateur pour Une vague idée de la mer
- Festival Côté court de Pantin 1997 : en compétition pour le Grand Prix pour Une vague idée de la mer
- Festival international du film de Newport 2001 : mention honorable pour Les filles ne savent pas nager